# اينار هارايد
اينار هارايد (بالنرويجية البوكمول: Einar Johan Hareide)‏ هو مصمم سيارات نرويجي، ولد في 27 مارس 1959.